# Àcid ursòlic
L'àcid ursòlic és un àcid triterpè pentacíclic que es fa servir en cosmètica, que també és capaç d'inhibir diversos tipus de càncer i el fibrosarcoma humà. És ben tolerat per l'organisme humà
L'àcid ursòlic és present en moltes plantes incloent la farigola, pomes, alfàbrega, menta, romaní, espígol, orenga i altres. La pela de la poma té molt d'àcid ursòlic. També se'n fan derivats anticancèrigens.